# Pecten albicans
Pecten albicans, tên thường gọi sò điệp nướng Nhật Bản, là một loài thân mềm hai mảnh vỏ sống ở biển trong họ Điệp.

## Mô tả
Pecten albicans có vỏ đạt đến kích thước 95 mm, với khoảng 12 gân tỏa nhiệt. Màu sắc của bề mặt thường từ nâu nhạt đến nâu sẫm, nhưng nó cũng có thể có màu cam hoặc tím. Van dưới của loài này ít lồi hơn ở Pecten excavatus. Loài này có giá trị thương mại để đánh bắt ở Nhật Bản.

## Phân bố
Loài này có thể được tìm thấy ở Nhật Bản và Biển Nam Trung Quốc.

## Môi trường sống
Những con sò điệp này có mặt ở các khu vực rạn san hô nông ven bờ, ở độ sâu 40–115 m.